# Roggia Alchina
La roggia Alchina è un corso d'acqua artificiale, alimentato da acque di derivazione, di falda e di colo, scavato per uso irriguo.

## Vicende storiche
Se ne ha notizia a partire dal XIV secolo quando fu costruita su iniziativa dei fratelli Alchini di Crema, da cui il nome. È derivata dalla roggia Frascata presso Mozzanica, la quale ha origine da alcuni fontanili e colatizie nel territorio di Fornovo San Giovanni. Da Mozzanica prese avvio lo scavo che attraversa il cremasco allo scopo di irrigare le terre rimaste scoperte dal bacino della roggia Comuna.
Il percorso principale ha due denominazioni, Asta Maestra Superiore e Asta Maestra Inferiore, con le quali si identificano i due consorzi irrigui che sfruttano le sue acque. Il primo non ha statuto, ha come soggetto gestore la famiglia Vimercati Sanseverino e irriga un comprensorio di 1.570 ettari secondo il metodo dello scorrimento, attraverso cinque bocchelli.
Il secondo consorzio fu istituito con atto notarile datato 31 gennaio 1950 e serve un comprensorio di 761,1 ettari.
Anche l'Alchina, come per la roggia Acqua Rossa, fu interessata in passato da problemi di natura giuridica: fu inserita nell'Elenco Principale delle Acque pubbliche secondo un decreto luogotenenziale del 1918, dal quale fu radiato con DPR datato 16 novembre 1950.

### La tomba di Paolo Ghedi
Presso la roggia Alchina, in territorio di Capralba, si trova il luogo cosiddetto la Büsa da Ghét, ove fu sepolto il bandito Paolo Ghedi. Questi era un rapinatore che assaliva i viandanti e compiva furti nelle abitazioni.
Fu arrestato a Corte Palasio il 15 giugno 1816 e presso questa località fu processato: dagli atti si viene a sapere che era nativo di Crema, di professione sarto, nulla possidente e senza fissa dimora. Il 27 maggio di quell'anno minacciò con armi da taglio il mugnaio Francesco Riccaboni e il suo garzone a Corte Palasio (da cui la località del processo) derubandoli di 10 zecchini e 17 lire milanesi; a Capralba, presso il bosco Canito, il 10 giugno assalì Benedetto Nava privandolo di 6 luigi d'oro, una pistola ed un coltello. La sentenza fu la condanna a morte per impiccagione da eseguirsi sul luogo dell'ultimo delitto. Ciò avvenne alle 10,30 del 28 giugno 1816.
Ma la vicenda divenne nota soprattutto nell'ambito della tradizione popolare nella quale il bandito fu trasformato in una leggenda, un ladro che non rubava per sé ma per aiutare i poveri. Per tali motivi il luogo dove fu eseguita l'esecuzione (e dove fu sepolto) fu fin dall'inizio meta di pellegrinaggi. La büsa (buca, tomba) è ricordata da un cippo sepolcrale e sono costantemente presenti dei fiori.

## Il Percorso
Alcuni fontanili danno vita a Fornovo San Giovanni alla roggia Morla da cui è derivata la Roggia Frascata che scende verso l'abitato di Mozzanica e costituendo, assieme alla roggia dei Molini, il tracciato delle antiche fosse del borgo fortificato. Dalla Frascata è derivata l'Alchina che, dopo la cascina Colomberone, entra in territorio cremasco e attraversa i comuni di Capralba, Casaletto Vaprio e Trescore Cremasco.
L'Alchina attraversava anche la palude del Moso, ma a differenza di altre rogge e colatori (quali la roggia Acqua Rossa o il Cresmiero), scorre in posizione pensile tra argini artificiali.
Nell'abitato di Ombriano dà vita a due diramazioni denominate Alchinetta e Alchinetto Dolfin, che servono terreni un tempo di pertinenza dell'Abbazia di Cerreto, ora nei territori di Capergnanica, Casaletto Ceredano e Credera Rubbiano. Termina il suo percorso nell'Acqua Rossa presso Zappello.